# たくなび
『たくなび』は、『ビッグコミックスピリッツ』（小学館）で連載された山口かつみの漫画。就職活動をテーマにした作品で、『東京エイティーズ』に続く就活漫画第3弾。単行本は小学館から、全5巻。

## 登場人物
- 萩原 拓 （はぎわら たく）
- 小塚 仁篤
- 照屋 真希 （てるや まき）
- 葉山 茜 （はやま あかね）
- 三谷 直人 （みたに なおと）
- 天野 優
- 神吉 英典
- 岡野 真由美
- 葛城 謙一郎 （かつぎ けんいちろう）
- 高橋 清泰